# Havetoft Sogn
Havetoft Sogn (på ældre dansk også Havetofte Sogn, sjælden Hovtoft Sogn, på tysk Kirchspiel Havetoft) er et sogn i det vestlige Angel i Sydslesvig. Sognets vestlige del med Havetoft, Hostrup, Klapholt og Vesterskjel hørte tidligere under Strukstrup Herred, dens østlige del med Torsballe, Løjt og Damholm under Satrup Herred (begge Gottorp Amt), mindre dele omkring Holming under Ugle Herred (Flensborg Amt), nu i kommunerne Havetoft, Klapholt og Midtangel i Slesvig-Flensborg Kreds i delstaten Slesvig-Holsten.
I Havetoft Sogn findes flg. stednavne:
- Bondsbøl (Bunsbüll), bestående af Vester og Øster Bondsbøl, Bondsbølgaard og Bondsbølgade (Bunsbüllstraße)
- Damholm (også Højholt, Dammholm)
- Havetoft
- Havetoftløjt (eller bare Løjt, Havetoftlojt)
- Holming
- Hostrup
- Hostrupskov (Hostrupholz)
- Hyholt (Hüholz)
- Kallehave (Kallehau)
- Klapholt
- Klapholthede
- Løjtholm
- Løjt-Vestermark
- Løjt-Østermark
- Nybro
- Nørreskjel (Nordscheide) ved Hostrupskov
- Okselbæk Skov
- Solbjergkjær
- Svendholt
- Svinholm (Schwienholm)[3]
- Torsballe (Torsballig)
- Torsballe Nørreskov (Norderholz)
- Torsballe Østerskov
- Torskjeld (Tordschell)
- Vesterskjel (Westscheide)
- Øster Havetoft (eller Kolk)